# Division I 1988-1989
La Division I 1988-1989 è stata la 86ª edizione della massima serie del campionato belga di calcio disputata tra il settembre 1988 e il maggio 1989 e conclusa con la vittoria del KV Mechelen, al suo quarto titolo.
Capocannoniere del torneo fu Eddie Krnčević (Anderlecht), con 23 reti.

## Formula
Come nella stagione precedente le squadre partecipanti furono 18 e disputarono un turno di andata e ritorno per un totale di 34 partite.
Le ultime 2 classificate retrocedettero in Division 2.
Le società ammesse alle coppe europee furono cinque: la squadra campione si qualificò alla Coppa dei Campioni 1989-1990, altre tre alla Coppa UEFA 1989-1990 e la vincitrice della coppa nazionale alla Coppa delle Coppe 1989-1990.

## Classifica finale
|    | Classifica           | G  | V  | N  | P  | GF | GS | Dif | Pt |
| -- | -------------------- | -- | -- | -- | -- | -- | -- | --- | -- |
| 1  | KV Mechelen          | 34 | 25 | 7  | 2  | 64 | 20 | 44  | 57 |
| 2  | Anderlecht           | 34 | 22 | 9  | 3  | 83 | 36 | 47  | 53 |
| 3  | RFC Liégeois         | 34 | 17 | 12 | 5  | 64 | 22 | 42  | 46 |
| 4  | Club Bruges          | 34 | 17 | 9  | 8  | 67 | 44 | 23  | 43 |
| 5  | Anversa              | 34 | 16 | 10 | 8  | 62 | 39 | 23  | 42 |
| 6  | Standard Liegi       | 34 | 14 | 8  | 12 | 46 | 43 | 3   | 36 |
| 7  | K. Sint-Truidense VV | 34 | 12 | 11 | 11 | 39 | 44 | -5  | 35 |
| 8  | KV Kortrijk          | 34 | 9  | 17 | 8  | 53 | 44 | 9   | 35 |
| 9  | KSV Waregem          | 34 | 11 | 8  | 15 | 48 | 52 | -4  | 30 |
| 10 | K. Lierse SK         | 34 | 10 | 9  | 15 | 29 | 46 | -17 | 29 |
| 11 | R. Charleroi SC      | 34 | 6  | 17 | 11 | 31 | 49 | -18 | 29 |
| 12 | KSK Beveren          | 34 | 10 | 8  | 16 | 40 | 51 | -11 | 28 |
| 13 | KRC Mechelen         | 34 | 10 | 8  | 16 | 37 | 55 | -18 | 28 |
| 14 | KSC Lokeren          | 34 | 9  | 10 | 15 | 44 | 57 | -13 | 28 |
| 15 | Cercle Brugge KSV    | 34 | 10 | 7  | 17 | 41 | 54 | -13 | 27 |
| 16 | K. Beerschot VAV     | 34 | 8  | 10 | 16 | 41 | 63 | -22 | 26 |
| 17 | RWD Molenbeek        | 34 | 10 | 5  | 19 | 36 | 59 | -23 | 25 |
| 18 | KRC Genk             | 34 | 2  | 11 | 21 | 20 | 67 | -47 | 15 |

### Verdetti
- KV Mechelen campione del Belgio 1988-89.
- RWD Molenbeek e KRC Genk retrocesse in Division II.